# Alou Diarra
Alou Diarra (Villepinte, 1981. július 15. –) francia labdarúgó. A francia válogatott tagjaként ott volt a 2006-os és a 2010-es világbajnokságon, valamint a 2012-es Európa-bajnokságon.

## Pályafutása

### Louhans-Cuiseaux
Diarra több csapat ifiakadémiáján is megfordult, mielőtt 1997-ben a CS Louhans-Cuiseaux fiataljai közé került. Az 1999/00-es idény második felében hívták fel az első csapathoz. 2000. április 15-én, a Toulouse ellen mutatkozott be a felnőttek között, és megkapta első sárga lapját is. Két héttel később, a Niort ellen kezdőként kapott lehetőséget. A szezon végén a csapat kiesett a harmadosztályba, szerették volna meghosszabbítani Diarra szerződését, de ő távozott a klubtól.

### Bayern München
2000 nyarán a Bayern München ingyen leigazolta Diarrát, aki a tartalék csapathoz került. Többek között Owen Hargreavesszel, Philipp Lahmmal és Bastian Schweinsteigerrel játszott ott együtt. Első gólját a VfR Mannheim ellen szerezte. Első szezonjában 28 meccsen négy gólt szerzett, és remek teljesítményt nyújtott. Ennek köszönhetően a 2001/02-es évadban felkerült az első csapathoz. A szezon elején többször is leülhetett a kispadra a Bayern bajnokijain, de nem jutott játéklehetőséghez. 2001 októberében visszakerült a tartalékok közé, de a Interkontinentális kupa döntőjére, a Boca Juniors ellen visszakerült a felnőttek közé, de ekkor sem lépett pályára. Ezután ismét visszatért a második csapathoz, de nem sokkal később megsérült, és hosszú ideig nem játszhatott. 2002 nyarán elhagyta a csapatot, az első csapatban egy meccsen sem lépett pályára.

### Liverpool
A Liverpool 2002. július 9-én leigazolta Diarrát, a csapat menedzsere, Gérard Houllier Patrick Vieirához hasonlította szerződtetése után. Egy Le Havre elleni barátságos mérkőzésen lépett pályára először a csapat színeiben. A mérkőzés után a Le Havre jelezte, hogy szívesen kölcsönvenné Diarrát, az üzlet végül augusztus 1-jén létre is jött. Augusztus 17-én, a Strasbourg ellen debütált a francia klubnál. A szezon első felében állandó tagja volt a kezdőnek, de az idény második felében leggyakrabban már csak csereként kapott lehetőséget. Első profi gólját 2003. január 25-én, a Laval ellen szerezte meg, a Francia Kupában.
2003 nyarán úgy nyilatkozott, szeretne visszatérni a Liverpoolhoz, hogy helyet szerezzen magának a csapatban, de Houllier ismét kölcsönadta, ezúttal a Bastiának. Rögtön a kezdőbe került, szeptemberben a Guingamp és az Auxerre is betalált. 2004. március 7-én, a Marseille ellen is gólt szerzett, csapata pedig nagy meglepetésre 4-1-re győzött.
A 2003/04-es szezon végén visszatért a Liverpoolhoz, ahol már nem Houllier, hanem Rafael Benítez volt a menedzser. Részt vett a csapat néhány szezon előtti edzésén, de 2004. július 27-én ismét kölcsönbe került, a Lens játékosa lett. A szezon összes bajnokiján pályára lépett, csapatában egyedüliként. Első gólját az Ajaccio ellen szerezte, rögtön a mérkőzés első percében. 37 meccsen és két góllal zárta a szezont.

### Lens
A Liverpool menedzsere, Rafael Benítez marasztalta volna Diarrát, de ő a sikeres 2004/05-ös idénye után a Lensnál szeretett volna maradni. 2005. június 24-én a francia klub véglegesen is leigazolta, a hírek szerint 3,2 millió eurót fizettek érte. A Poolban egyetlen tétmeccsen sem lépett pályára. A Lensban megőrizte helyét a kezdő csapatban. Minden sorozatot egybevéve 44 meccsen játszott a szezonban és két gólt lőtt. Góljait a Nancy és a Nice ellen szerezte. 2005. július 3-án, egy Lech Poznań elleni Intertotó-kupa-mérkőzésen az európai porondon is bemutatkozhatott.

### Lyon
A 2006-os világbajnokság után, 2006. augusztus 23-án leigazolta a Lyon, ahol ismét együtt dolgozhatott Gérard Houllier-vel. Nem jutott állandó játéklehetőséghez, mivel Houllier jobban bízott Jérémy Toulalanban és Tiago Mendesben. Diarra 2006. szeptember 16-án, a Lorient ellen mutatkozott be a csapatban. December 6-án, egy Steaua București elleni Bajnokok Ligája-meccsen első gólját is megszerezte, a találkozó 1-1-gyel ért véget. A téli szünet után combsérülést, ami miatt három hónapig nem játszhatott. 2007 márciusában, a Saint-Étienne ellen tért vissza. A szezon során Diarra kétszer is panaszkodott kevés játéklehetőséget miatt, emiatt össze is veszett Houllier-vel, aki 2007. április 6-án a tartalék csapathoz száműzte. Ő nem volt hajlandó az amatőr csapatban szerepelni, ezért az edző megfenyegette, hogy soha többé nem játszhat az ő irányítása alatt. Végül április 18-án, egy Le Mans elleni találkozón tért vissza. A Lyon végül sorozatban hatodszor is megnyerte a bajnokságot.

### Bordeaux
Diarra 2007 nyarán mindenképpen szerette volna elhagyni a Lyont. A Manchester City és a Portsmouth is szerette volna megszerezni, de ő Franciaországban akart maradni. 2007. július 20-án a Bordeaux-hoz szerződött. Négyéves szerződést írt alá, a csapat 7,75 millió eurót fizetett érte. Augusztus 4-én, korábbi csapata, a Lens ellen debütált, augusztus 29-én pedig belőtte első gólját is, egy Metz ellen találkozón. Sikerült bejátszania magát a kezdőbe, a szezon során összesen 44 meccsen lépett pályára és négyszer volt eredményes. A 2008/09-es idényben is állandó tagja maradt a csapatnak, ott volt a Szuperkupán is, ahol csapata büntetőkkel legyőzte a Lyont. A Bordeaux a Ligakupát is megnyerte, de a döntőről Diarra sérülés miatt lemaradt. 2009. április 19-én győztes gólt szerzett a Lyon ellen, ennek a győzelemnek nagy szerepe volt abban, hogy csapatával bajnok lett.
A következő szezon elején ő lett a Bordeaux csapatkapitánya. Ismét megnyerte csapatával a Szuperkupát, továbbra is alapember maradt a gárdának a január és március közötti időszakban több sérülés is hátráltatta, ami miatt több meccset ki kellett hagynia. 2010. március 13-án lépett pályára legközelebb a bajnokságban, ezután egyetlen bajnokit sem hagyott ki a szezonban. A 2010/11-es idény előtt többször is szóba hozták a Marseille-jel, de végül a Bordeaux-nál maradt. 2010. október 16-án, egy Auxerre elleni találkozón két kézzel meglökte Wilfriend Bien játékvezetőt, miután az sárga lapot adott neki. Bien kiállította, és hatmeccses eltiltást kapott. November 27-én, egy Lille elleni találkozón tért vissza.

### Marseille
2011. július 4-én, 5 millió euróért a Marseille-hez igazolt. Három évre szóló szerződést írt alá a csapattal.

## Válogatott
Diarrát 2004. augusztus 13-án hívták be először a francia válogatottba, egy Bosznia-Hercegovina elleni barátságos meccsre, de nem kapott játéklehetőséget. Később egy Írország elleni vb-selejtezőn mutatkozott be a nemzeti csapatban. A 2006-os világbajnokságon két meccsen lépett pályára, egy Togo elleni csoportmeccsen, valamint az olaszok elleni döntőn. Az elveszített büntetőpárbajban nem lőtt tizenegyest.
A Lyonban keveset játszott, így a 2008-as Európa-bajnokságra nem kapott behívót. Miután a Bordeaux-hoz igazolt, a válogatottban is több lehetőséget kapott, így a 2010-es vb-n már ott lehetett. A kereten belüli botrány miatt az utolsó csoportmeccsre, Dél-Afrika ellen ő kapta meg a csapatkapitányi karszalagot, csapata végül 2-1-es vereséget szenvedett és kiesett. A 2012-es Eb-re utazó keretben is ott volt, ahol mindhárom csoportmeccsen játszott.

## Sikerei, díjai

### Bayern München
- Interkontinentális kupa-győztes: 2001

### Lyon
- Francia bajnok: 2006/07

### Bordeaux
- Francia bajnok: 2008/09
- Francia ligakupagyőztes: 2009
- Francia szuperkupagyőztes: 2008, 2009

### Marseille
- Francia ligakupagyőztes: 2012
- Francia szuperkupagyőztes: 2011

## Magánélete
Diarra Villepinte-ben született mali szülők gyermekeként. Három öccse és egy húga van, egyik öccse, Zanké szintén labdarúgó, jelenleg a Quevillyben játszik. Korábban a Paris Saint-Germain tartalékcsapatában játszott, de 2010-ben elküldték. Másik öccse, Idrissa egy weboldalt vezet, melynek a segítségével könnyebben találhatnak klubot az amatőr játékosok.

## Fordítás
- Ez a szócikk részben vagy egészben  az   Alou Diarra című angol Wikipédia-szócikk fordításán alapul.  Az eredeti cikk szerkesztőit annak laptörténete sorolja fel. Ez a jelzés csupán a megfogalmazás eredetét és a szerzői jogokat jelzi, nem szolgál a cikkben szereplő információk forrásmegjelöléseként.